# Tecnologia profunda
Tecnologia profunda (de l'anglès deep technology, també coneguda com deep tech, DeepTech o hard tech) ) és una classificació empresarial, especialment associada a les empreses emergents, que té com a objectiu proporcionar solucions tecnològiques basades en desafiaments científics o d'enginyeria importants.Aquestes empreses enfronten reptes que requereixen una investigació i desenvolupament intensius, així com una inversió substancial abans d'assolir una comercialització amb èxit. El seu principal risc és el risc tècnic, mentre que el risc de mercat sovint és menor a causa del valor evident que la solució potencial té per a la societat. Els problemes científics o d'enginyeria que afronten aquestes empreses de tecnologia avançada solen generar propietat intel·lectual de valor i són difícils de replicar.

## Definició
El concepte de tecnologia avançada ha estat present durant dècades, representant les divisions d'I+D (investigació i desenvolupament) en importants corporacions de defensa i telecomunicacions com Raytheon Technologies, Lockheed Martin's Skunk Works i Bell Labs. Amb el pas del temps, aquest terme ha evolucionat per incloure cada vegada més empreses vinculades al capital de risc. No es refereix a la innovació en si mateixa, sinó a una categoria d'empreses emergents que desenvolupen nous productes basats en "descobriments científics o innovacions d'enginyeria rellevants".
Segons un estudi del 2019 realitzat pel Boston Consulting Group i Hello Tomorrow, una entitat francesa sense ànim de lucre que dona suport a la "deep tech", els sectors més rellevants en el camp de la tecnologia avançada inclouen materials innovadors, manufactura avançada, intel·ligència artificial, aprenentatge automàtic, biotecnologia, blockchain, robòtica, fotònica, aeroespacial i tecnologia espacial, electrònica (incloent-hi la producció de semiconductors), intel·ligència per a la ciberseguretat, energia de fusió i computació quàntica. Les inversions privades en aquests àmbits han crescut més del 20% anual des del 2015, arribant a prop de 18 mil milions de dòlars el 2018 a escala mundial. Els possibles àmbits d'aplicació per a aquesta tecnologia avançada inclouen l'agricultura, les ciències biològiques, la química, la indústria aeroespacial i l'energia sostenible. En l'entorn empresarial, la tecnologia avançada es caracteritza per tres atributs clau: un impacte potencial, un període prolongat per assolir la maduresa necessària per al mercat i requeriments significatius de capital.
- Les innovacions tecnològiques profundes solen ser transformadores i poden generar nous mercats o pertorbar els existents. Les empreses de tecnologia avançada sovint aborden grans reptes socials i ambientals i tenen el potencial d'influir en la vida quotidiana. Els circuits integrats de silici són un exemple d'innovació que ha permès realitzar càlculs a una velocitat i escala abans inimaginables.

- El temps necessari per passar de la recerca científica bàsica a la tecnologia aplicada en tecnologia avançada supera el temps de desenvolupament de les startups basades en tecnologies àmpliament disponibles ("tecnologia superficial", com aplicacions mòbils, pàgines web i serveis de comerç electrònic).[6][7]Per exemple, el desenvolupament de la tecnologia darrera de la intel·ligència artificial va durar dècades i ara les empreses d'IA estan creixent ràpidament en molts àmbits. Segons Hello Tomorrow, fins al 2019, la mitjana de temps necessària per arribar al mercat era de quatre anys per a la biotecnologia i de 2,4 anys per a la blockchain.

## Història
El finançament per a empreses de tecnologia avançada ha experimentat un augment al llarg dels anys. Segons el Boston Consulting Group, les inversions totals en companyies de tecnologia avançada van passar de 1.7 mil milions de dòlars a 7.9 mil milions de dòlars des del 2011 fins al 2016. Les activitats d'inversió estan principalment concentrades als Estats Units i la Xina, que van representar aproximadament el 81% de les inversions privades globals en tecnologia avançada des del 2015 fins al 2018, amb aproximadament 32.8 mil milions de dòlars i 14.6 mil milions de dòlars invertits en cada país, respectivament. La Xina ha estat el principal motor de les inversions en tecnologia avançada, amb un creixement del 80% cada any durant aquest període, en comparació amb el 10% cada any als Estats Units. També s'observa activitat en la inversió en tecnologia avançada per part dels països europeus. Segons el Financial Times, el finançament total cap a companyies de tecnologia avançada va assolir aproximadament 3 mil milions d'euros en 600 acords durant el 2017.
Corporacions com Google, Facebook, Amazon, IBM i Apple demostren un creixent interès en les aplicacions de la tecnologia avançada en àrees com la intel·ligència artificial, la realitat virtual, els drones i els vehicles autònoms. Les incubadores d'empreses també estan canviat el seu enfocament des de les startups digitals cap a les empreses emergents de tecnologia avançada. En el grup de Y Combinator del 2016 es van incloure 32 startups de tecnologia avançada, amb 9 en biotecnologia, 4 en drones i 3 en maquinària avançada. L'acceleradora de startups HighTechXL, amb seu a Eindhoven, es concentra exclusivament en emprenedories de tecnologia avançada.